# Золотий гол

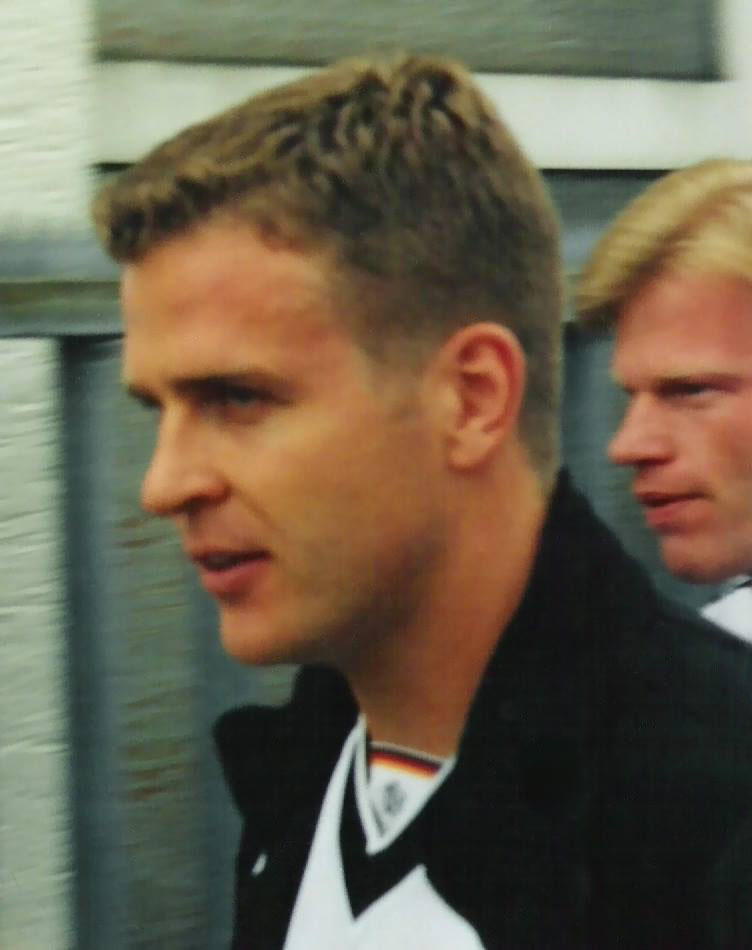
Олівер Бірхофф

Золотий гол — метод, який використовувався з 1993 по 2004 роки у футболі в матчах стадії плей-оф для визначення переможця у випадку нічийного результату після закінчення основного часу (90 хвилин). При цьому назначається додатковий час (2 періоди по 15 хвилин). Якщо протягом додаткового часу команда забиває гол (такий гол називають «золотим»), то вона стає переможцем і гра припиняється. Якщо після закінчення додаткового часу жодній команді не вдається забити гол, то переможець визначається за допомогою серії післяматчевих пенальті.
Термін «золотий гол» і зміни в правилах ФІФА ввела 1993 року. Правило не було обов'язковим і рішення про його використання виносилось окремо в рамках кожної першості. На чемпіонаті Європи це правило вперше використали 1996 року, на чемпіонаті світу — в 1998 році.
Уперше правило застосували на практиці у фінальній грі молодіжного Євро-1994, у якій гол італійця П'єрлуїджі Орландіні на 97-й хвилині матчу, основний час якого завершився нульовою нічиєю, передчасно перервав додатковий час і приніс перемогу на турнірі молодіжній збірній Італії.
Перший золотий гол на чемпіонаті Європи був забитий у фінальному матчі Німеччини проти Чехії німцем Олівером Бірхоффом.
Перший золотий гол в історії чемпіонату світу забив Лоран Блан і тим самим приніс перемогу збірній Франції у грі проти Парагваю.
Правило золотого гола прийняли, щоб стимулювати атакувальний стиль гри та зменшити кількість серій післяматчевих пенальті. Однак часто це приводило до зворотного ефекту — команди починали грати в «захисний» футбол, щоб зменшити шанс поразки.
У лютому 2004 року МРФА ухвалила рішення, що після чемпіонаті Європи 2004 року в Португалії правила золотого і срібного голів повинні бути вилучені з правил гри. Після вищезгаданого турніру правило золотого гола не використовується. Гра продовжується весь додатковий час (30 хвилин) незалежно від кількості забитих голів. Якщо після закінчення додаткового часу все ще нічия, то переможець визначається за допомогою серії післяматчевих пенальті.
Першим великим турніром за участю національних збірних, проведеним після скасування правила золотого гола, став чемпіонату світу 2006 у Німеччині.

## Хокей із шайбою
В усіх матчах, основний час яких закінчився нічиєю, призначається додатковий час (овертайм) тривалістю 5, 10 або 20 хвилин (залежно від турніру та його стадії), протягом якого діє правило золотого гола. Якщо протягом цього часу жодна з команд не забила, то:
1. В турнірах під егідою ІІХФ призначається серія післяматчевих булітів[4].
2. В НХЛ призначається новий овертайм такої ж тривалості і на тих же умовах, що й попередній.

## Хокей на траві
Міжнародні турніри з хокею на траві, такі як Чемпіонат світу з хокею та Кубок чемпіонів, використовували золоті голи для визначення переможців матчів на вибування. Під час цих матчів було зіграно два додаткових тайми по 7+1⁄2 хвилини, і якщо після обох додаткових таймів не було забито золотих м’ячів, гру вирішували змагання з пенальті. Міжнародна федерація хокею, керівний орган спорту, скасував процедуру додаткового часу у 2013 році, і тепер команди переходять безпосередньо до пенальті.  